# 中华卫矛
中华卫矛（学名：Euonymus nitidus）是卫矛科卫矛属的植物。分布于中国大陆的广东、福建、江西等地，生长于海拔250米至1,200米的地区，一般生于较湿润处、山坡、路旁、林内或山顶高燥之处，目前尚未由人工引种栽培。

## 异名
- Euonymus chinensis Lindl., nom. illegit.
- Euonymus nitidus Benth. f. tsoi (Merr.) C. Y. Cheng